# Berlin University Press
Der Buchverlag Berlin University Press (bup) ist ein Imprint des Verlagshaus Römerweg.

## Name und Geschichte
Der Verlag wurde 2000 durch Claus Michaletz gegründet und 2006 von Gottfried Honnefelder übernommen.
Berlin University Press ist kein echter Universitätsverlag wie die Universitäts-Druckereien in Oxford oder Cambridge und nicht zu verwechseln mit dem tatsächlichen Verlag der Berliner Universitäten, Berlin Universities Publishing. Honnefelder bezeichnete die Namensgebung als „Trick“, um unter diesem Image wissenschaftliche Bücher, aber auch Sachbücher, besser zu vermarkten und Übersetzungen aus dem Englischen und ins Englische zu vertreiben. Dabei besteht eine Kooperation mit der Yale University Press aus den USA. Zum Namensbestandteil Berlin führte Honnefelder aus: „Berlin ist ein Fokuswort für die deutsche Wissenschaft“.
2010 wurde das Programm um einen literarischen Teil erweitert. Im Herbst 2014 verkaufte Honnefelder den Verlag an Lothar Wekel, Inhaber des Verlagshauses Römerweg. Der neue Eigentümer plant den Unternehmenssitz nach Wiesbaden zu verlegen.

## Autoren
Mehr als 60 (Stand: 2009) wissenschaftliche und literarische Titel sind bei der bup erschienen.
Zum Programm gehören Autoren wie José Casanova, Udo Di Fabio, Wolfgang Frühwald, Dieter Grimm, Ludger Honnefelder, Norbert Lammert, Klaus-Dieter Lehmann, Wolf Lepenies, Christoph Markschies, Viktor Mayer-Schönberger, Simon Conway Morris, Paul Nolte, Marcia Pally, Andrei Pleșu, Michael Sandel, Boualem Sansal, Wolfgang Schäuble, Werner Spies und Martin Walser.